# Palác sultána Mas'úda III.
Palác sultána Mas'úda III. je ghaznavidský palác v Ghazní v Afghánistánu. Byl postaven v roce 1112 sultánem Mas'údem III. (1099–⁠1114/5), synem Ibrahima z Ghazny.

## Popis
Na zdi paláce je napsána báseň v perském a kúfském písmu, a také v arabštině. Nachází se zde mramorový oblouk se jménem sultána. Na západní straně paláce je umístěn malý hřbitov, na kterém stojí klenutý zijarát Ibrahima z Ghazny.

## Galerie

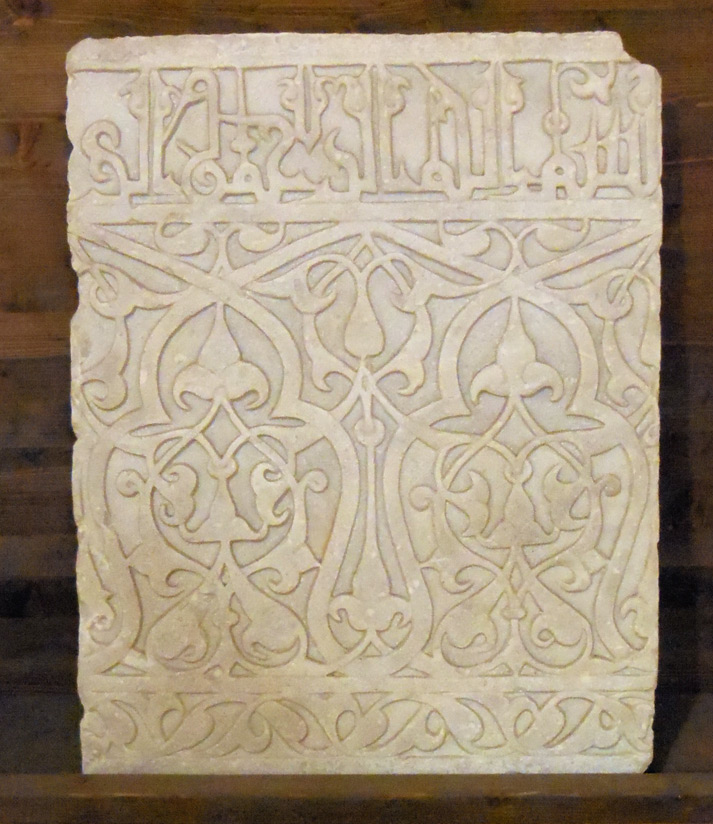
Vyřezávaný reliéf z paláce Mas'úda III.
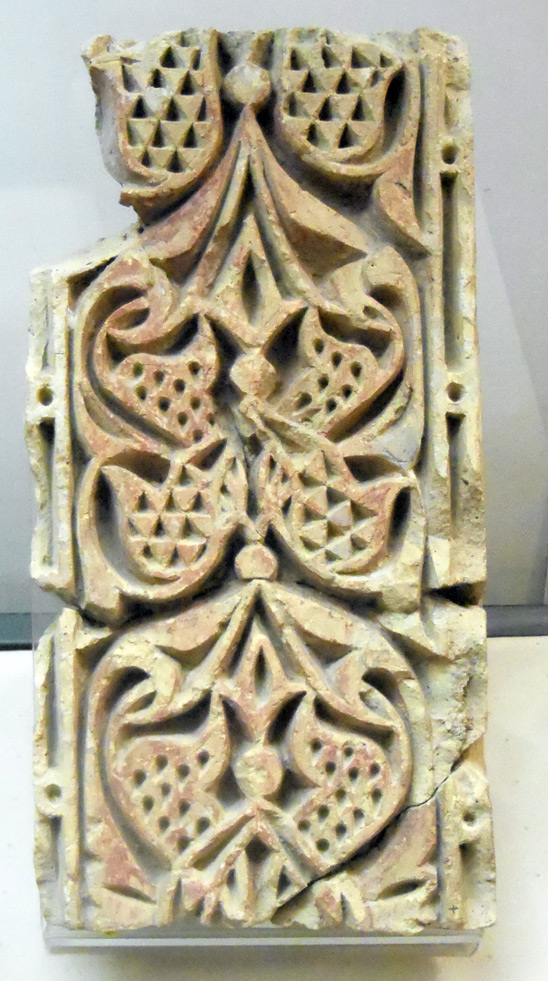
Vyřezávaný reliéf z paláce Mas'úda III.
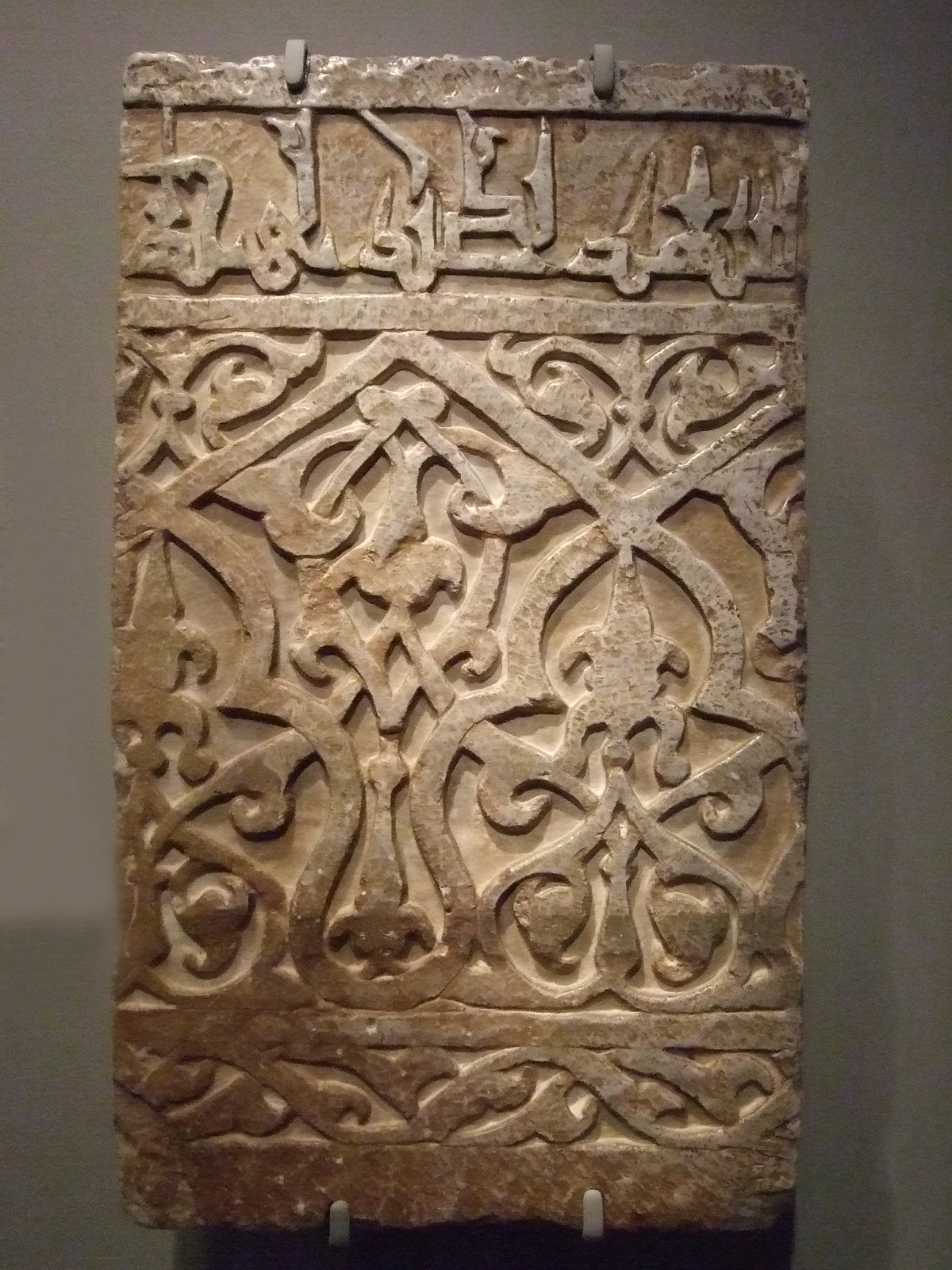
Ghaznavidský panel v paláci Mas'úda III.
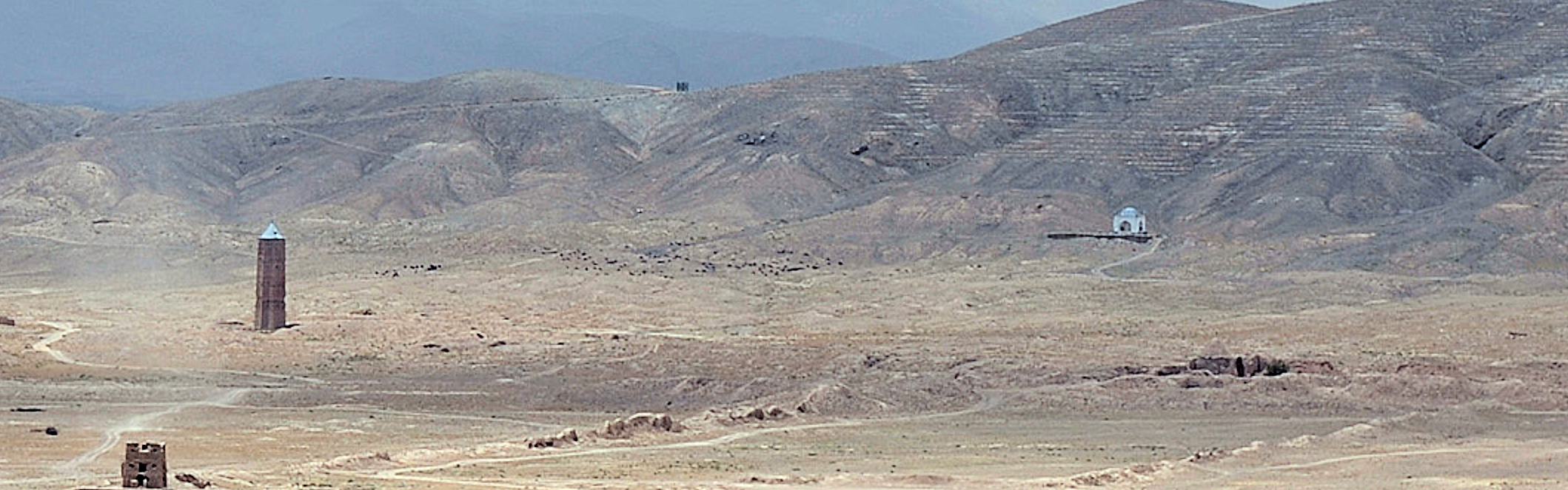
Minaret (vlevo) a palác (vpravo) sultána Mas'úda III. (severovýchodně od Ghazní).